# Stefan Kirschner
Stefan Kirschner (* 14. September 1964 in München) ist ein deutscher Wissenschaftshistoriker und Hochschullehrer an der Universität Hamburg.

## Leben
Kirschner studierte ab 1985 Biologie und besonders systematische Botanik an der Ludwig-Maximilians-Universität München mit dem Diplom 1991 und wurde 1997 am Institut für Geschichte der Naturwissenschaften der LMU München promoviert (Nicolaus Oresmes Kommentar zur Physik des Aristoteles), wo er danach wissenschaftlicher Assistent war und sich 2003 habilitierte (Die Theorie vom Saftkreislauf der Pflanzen. Ein wenig bekanntes Kapitel in der Geschichte der Pflanzenphysiologie). 2003 wurde er Professor für Geschichte der Naturwissenschaften an der Universität Hamburg (Fachbereich Biologie).
Er ist seit 2000 Mitherausgeber der Nicolaus Copernicus Gesamtausgabe, an der er schon seit 1991 mitwirkte. Er befasst sich neben Nikolaus Kopernikus und Nicolaus Oresme mit Wissenschaftsgeschichte des Mittelalters, aristotelisch-scholastischer Naturphilosophie, verschiedenen Themen der Geschichte der Biologie (Pflanzenphysiologie, experimentelle Entwicklungsbiologie, biologische Waffen) und Gottfried Wilhelm Leibniz als Techniker.

## Schriften (Auswahl)
- mit Stefan Johannsen: Das Institut für Aerobiologie der Fraunhofer-Gesellschaft und die Verteidigungsforschung in den 1960er Jahren, Augsburg: Rauner 2006
- Nicolaus Oresmes Kommentar zur Physik des Aristoteles: Kommentar mit Edition der Quaestionen zu Buch 3 und 4 der aristotelischen Physik sowie von vier Quaestionen zu Buch 5, Stuttgart: Steiner 1997 (Dissertation)
- Oresme's Concepts of Place, Space, and Time in His Commentary on Aristotle's Physics, Oriens – Occidens. Sciences, Mathématiques et Philosophie de l'Antiquité à l'Âge classique, Band 3, 2000, S. 145–179.
- mit Stefano Caroti, Jean Celeyrette, Edmond Mazet: Nicole Oresme, Questiones super Physicam (Books I–VII), Leiden: Brill 2013 (Studien und Texte zur Geistesgeschichte des Mittelalters; vol. 112)
- mit Andreas Kühne: „The Decline of Medieval Disputation Culture and the 'Wittenberg Interpretation of the Copernican Theory'“; in Wolfgang Neuber, Thomas Rahn, Claus Zittel (Hrsg.): The Making of Copernicus. Early Modern Transformations of a Scientist and His Science; Leiden, Boston: Brill 2015, S. 13–41
- „Der wind selbst fast allezeit drehn, wenn die hauptflugel nicht im winde stehn“ – Der „Leibniz-Regler“, ein Mechanismus zur automatischen Ausrichtung von Windmühlenflügeln; in: Wenchao Li (Hrsg.): „Für unser Glück oder das Glück anderer“. Vorträge des X. Internationalen Leibniz-Kongresses Hannover, 18. – 23. Juli 2016, Bd. V; Hildesheim, Zürich, New York: Olms 2016, S. 427–447
- als Hrsg. mit Menso Folkerts und Andreas Kühne (Hrsg.): Pratum floridum. Festschrift Brigitte Hoppe. Augsburg 2002 (= [Münchner Universitätsschriften:] Algorismus. Studien zur Geschichte der Mathematik und der Naturwissenschaften. Band 38).

Für die im Rahmen der Nicolaus Copernicus Gesamtausgabe veröffentlichten Werke siehe den Artikel zu dieser.